# Zbigniew Ładosz
Zbigniew Ładosz (ur. 14 kwietnia 1939 we Wrotnowie, zm. 15 grudnia 1999 w Koninie) – polski polityk, inżynier, działacz opozycji w okresie PRL, poseł na Sejm RP I kadencji.

## Życiorys
Był pracownikiem ZNTK we Wrocławiu (1959), PKS w Lubaniu (1961), Fabryki Nawozów Fosforowych w Uboczu (1961–1969). Od 1969 pracował jako starszy technolog w Hucie Aluminium Konin. W 1981 ukończył studia na Wydziale Budowy Maszyn Politechniki Poznańskiej.
We wrześniu 1980 zaangażował się w działalność NSZZ „Solidarność” w swoim zakładzie pracy. Od stycznia do czerwca 1981 był członkiem Międzyzakładowego Komitetu Założycielskiego w Koninie. W czerwcu 1981 został wiceprzewodniczącym zarządu regionu konińskiego związku. 13 i 14 grudnia 1981 uczestniczył w strajku w swoim zakładzie. 15 grudnia 1981 został zatrzymany, następnie tymczasowo aresztowany i skazany za kierowanie strajkiem i kontynuowanie działalności związkowej na karę 1 roku i 6 miesięcy pozbawienia wolności. 15 grudnia 1982 został warunkowo zwolniony, następnie pracował jako rzemieślnik.
W lipcu 1989 należał do organizatorów miejskiego Komitetu Obywatelskiego w Koninie, od sierpnia 1989 był jego przewodniczącym. Od 10 lutego 1990 do 29 lutego 1992 był przewodniczącym zarządu Regionu Konin NSZZ „S”. Od lutego 1990 do kwietnia 1999 ponownie pracował w Hucie Aluminium w Koninie.
W 1991 z listy związkowej uzyskał mandat posła na Sejm I kadencji w okręgu konińsko-sieradzkim. Zasiadał w Komisji Polityki Społecznej oraz Komisji Spraw Zagranicznych. Był także członkiem Podkomisji nadzwyczajnej do rozpatrzenia projektu ustawy o zmianie ustawy o opodatkowaniu wzrostu wynagrodzeń. W 1993 bez powodzenia ubiegał się o reelekcję z ramienia Bezpartyjnego Bloku Wspierania Reform. Później zrezygnował z działalności politycznej.
W 2009, pośmiertnie, został odznaczony Krzyżem Kawalerskim Orderu Odrodzenia Polski.